# Élmer Mendoza
Élmer Mendoza (Culiacán Rosales, 1949. december 6. –) mexikói dráma- és novellaíró, ezeken felül pedig regényeiről híres. Több könyvének is főszereplője Edgar El Zurdo Mendieta nyomozó.
Élmer Mendoza 1978-ban tűnt fel a mexikói irodalmi színen első novelláskötetével. Irodalmi debütálását termékeny karrier követte. 1978 és 1995 között öt novelláskötetet adott ki. Aztán 1999-ben jelent meg első regénye, az Un asesino solitario, ami elnyerte a kritikai elismerést, Federico Campbell így írt róla: „az első narrátor, aki valóban azt mutatja be, milyen hatással van a drogkultúra az országunkra”. 
Amellett, hogy sikeres író, Mendoza még a Sinaloai Független Egyetem irodalomprofesszora, a Mexikói Nyelvi Akadémia és a Művészek Nemzeti Rendszerének tisztviselője.

## Irodalmi díjai
- 2002 José Fuentes Mares National Prize for Literature az El amante de Janis Joplinért. [2]

## Bibliográfia
- Mucho que reconocer, 1978

- Quiero contar las huellas de una tarde en la arena, Cuchillo de Palo, 1984

- Cuentos para militantes conversos, 1987

- Trancapalanca, 1989

- Cada respiro que tomas, 1991

- El amor es un perro sin dueño, 1991

- Buenos muchachos, 1995

- Un asesino solitario, 1999

- El amante de Janis Joplin, 2001

- Efecto tequila, 2004

- Cóbraselo caro, 2005

- Balas de plata, 2008, magyarul: Ezüstgolyók

- Firmado con un klínex, 2009

- La prueba del ácido, 2010

- Elementos para planear la escritura de una novela, 2011[3]

- Nombre de perro, 2012

- El misterio de la orquídea Calavera, 2014

- Besar al detective, 2015

- Asesinato en el Parque Sinaloa, 2017

- No todos los besos son iguales, 2018

- La cuarta pregunta, Random House, 2019

### Drámák
- ¿Viste la película de Pink Floyd?

- Enciende mi fuego

- Fuera seconds

- El flautista de Hamelín

- El viaje de la tortuga Panza Rosa

## Magyarul
- Ezüstgolyók; ford. Dobos Éva; Kossuth, Bp., 2014 (Spanyol krimi)

## Cselekménye
|  | Alább a cselekmény részletei következnek! |

Ezüstgolyóval végeznek Bruno Canizales ügyvéddel, az erőszak ellen küzdő Biztonsági Tanács tagjával. A lehetséges gyanúsítottak között találunk elhagyott szeretőket – férfiakat és nőket egyaránt –, kíméletlen drogbárót, sőt az áldozat apját is, akinek politikai karrierjét súlyosan veszélyeztették fia speciális szexuális szokásai. A nyomozást ellehetetlenítik a rendőrség megvesztegetett vezetői, a kegyetlenül kivégzett áldozatok pedig egyre szaporodnak…
Precíz látlelet a mexikói társadalomról – kegyetlen gyilkosságokkal, mindent átszövő korrupcióval, vetélkedő drogkartellekkel, szexuális perverziókkal, igen sajátos elbeszélő stílusban.
|  | Itt a vége a cselekmény részletezésének! |

## Fordítás
- Ez a szócikk részben vagy egészben  az   Élmer Mendoza című angol Wikipédia-szócikk ezen változatának fordításán alapul.  Az eredeti cikk szerkesztőit annak laptörténete sorolja fel. Ez a jelzés csupán a megfogalmazás eredetét és a szerzői jogokat jelzi, nem szolgál a cikkben szereplő információk forrásmegjelöléseként.